# Ел Ринкон де лас Бомбас, Николас Ортиз (Ел Наранхо)
Ел Ринкон де лас Бомбас, Николас Ортиз (шп. El Rincón de las Bombas, Nicolás Ortiz) насеље је у Мексику у савезној држави Сан Луис Потоси у општини Ел Наранхо. Насеље се налази на надморској висини од 250 м.

## Становништво
Према подацима из 2005. године у насељу су живела 2 становника.

### Хронологија
| Година       | 2005 |
| ------------ | ---- |
| Становништво | 2    |

### Попис
| # | Индикатор                        | Вредност |
| - | -------------------------------- | -------- |
| 1 | Укупно појединачних домаћинстава | 1        |